# دختران گمشده (فیلم ۲۰۲۰)
دختران گمشده فیلمی درام و معمایی به کارگردانی لیز گرباس در سال ۲۰۲۰ میلادی است. این فیلم بر اساس فیلمنامه‌ای از مایکل وِروی که برگرفته از کتاب دختران گمشده: راز حل نشده آمریکایی اثر رابرت کالکر ساخته شد. موضوع فیلم، قتل‌های زنجیره‌ای کارگران جنسی زن جوان در ساحل لانگ آیلند است.
بازیگران فیلم عبارتند از ایمی رایان، توماسین مک‌کنزی، لولا کریک، اونا لارنس، دین وینترز، میریام شر، رید برنی، کوین کوریگان و گابریل بیرن. این فیلم در Sundance Film Festival در ۲۸ ژانویه ۲۰۲۰ نمایش جهانی یافت و نت‌فلیکس این فیلم را در ۱۳ مارس ۲۰۲۰ منتشر کرد.

## داستان
ماری گیلبرت با جدیت و پیگیری خود ماموران قانون را به جستجوی دختر گمشده خود وامی‌دارد و در این روند موجی از قتل‌های حل نشده کارگران جنسی زن جوان در ساحل لانگ آیلند آشکار می‌شود که توسط قاتل زنجیره‌ای لانگ آیلند انجام شده بود.